# ديب دريم
ديب دريم (بالإنجليزية: DeepDream)‏ هو برنامج رؤية حاسوبية من اختراع غوغل تم إطلاقه في شهر يوليو من عام 2015. يستخدم فيه مايسمى بـ«الشبكة العصبونية الالتفافية» والتي تقوم بمعالجة الصور وخلق ظواهر باريدوليا في الصور المعالجة لجعلها أشبه بصور تكون بالأحلام.
البرنامج يقوم بتوليد طبقات من الصورة والتي يكون عددها من 10 إلى 30 طبقة في عملية المعالجة ويقوم بالتعرف عن الأشكال في كل جزء من الصورة، وعند الانتهاء يولد صورة تكون شبيهة لهذا الجزء، وفي كل مرة يقوم فيها البرنامج بالانتهاء من المعالجة تكون الخوارزمية قد تدربت لتوليد كائنات أكثر دقة من ذي قبل.
هذه العملية سميت ب "Inceptionism" والتي جاءت تيمناً بفيلم Inception الصادر سنة 2010.